# Emil Kvanlid
Emil Kvanlid (ur. 4 lipca 1911 r. w Målselv – zm. 1 czerwca 1998 r. w Drammen) – norweski narciarz klasyczny, specjalista kombinacji norweskiej.
Wygrał prestiżowe zawody w Holmenkollen w 1938 i 1940 r. W 1940 r. miał otrzymać medal Holmenkollen, jednak ze względu na atak Trzeciej Rzeszy na Norwegię nie doszło do tego. Nagrodę otrzymał dopiero 53 lata później, w wieku 82 lat. Zmarł pięć lat później.